# TEC Awards
TEC Awards é uma premiação anual da música dos EUA, que premia os melhores áudios feitos em videos, canções e em várias outros tipos de mídia.